# Rrëzë-Mal
Rrëzë-Mal lub Rrez-Mal – wieś położona w północnej części Albanii w gminie Llugaj. Wieś znajduje się 116 kilometrów od stolicy państwa, Tirany.

## Demografia
Według spisu ludności z 1989 roku we wsi Rrëzë-Mal mieszkało 693 mieszkańców.